# Kärnten Golf Open 2013

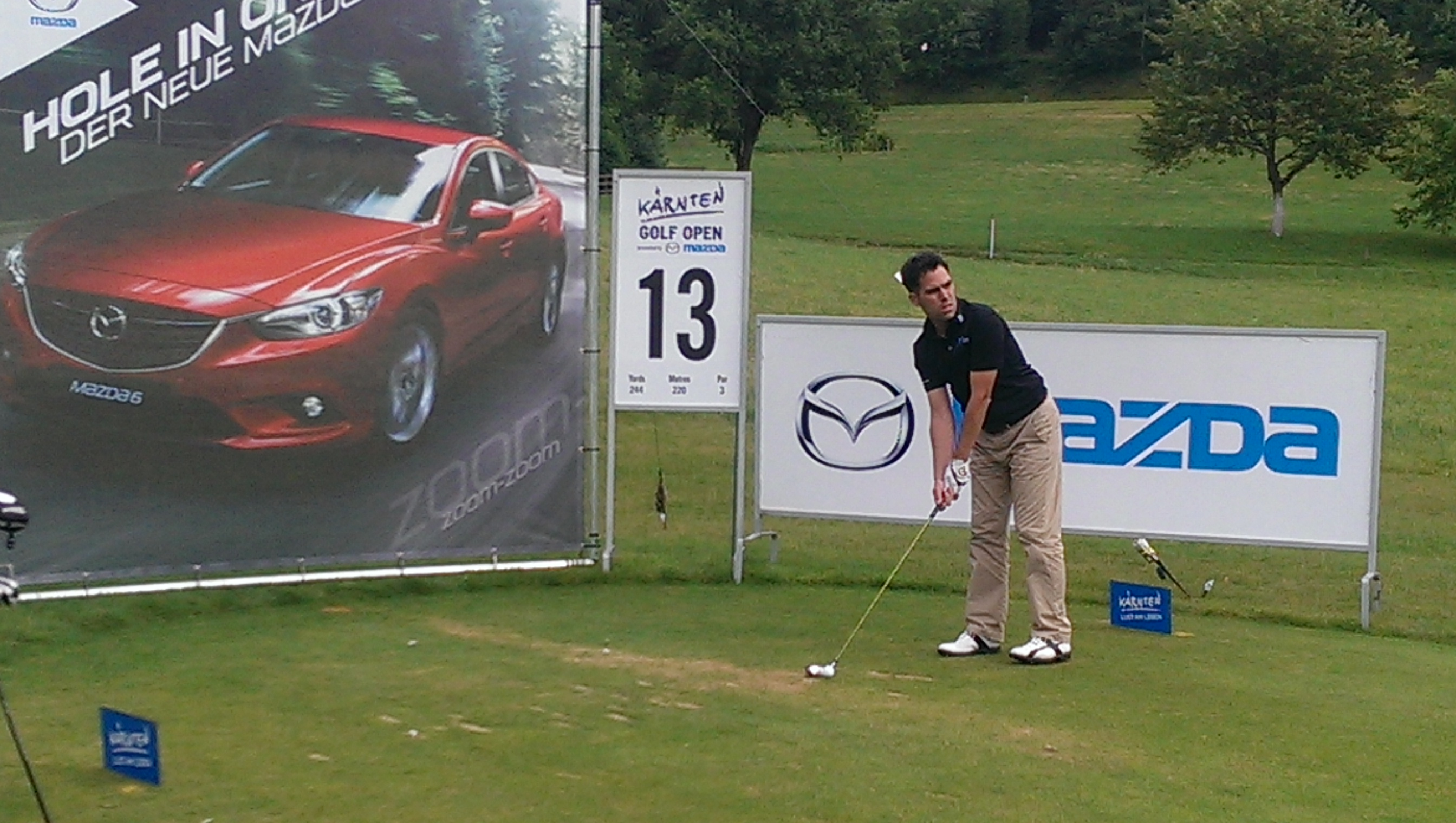
Xavier Ruiz Fonhof

De 6de editie van het Kärnten Golf Open wordt gespeeld van 27-30 juni 2013, voor het eerst op de Jacques Lemans Golfclub St.Veit-Längsee. Het prijzengeld is € 160.000. Er staan 67 spelers onder par.

## Verslag
De par van de baan is 71.

### Ronde 1
Pierre Relecom maakte een mooie ronde van -4 en Daan Huizing was de enige Nederlander die een ronde onder par speelde.  Lloyd Saltman ging met -8 aan de leiding. Beste Oostenrijker was Florian Praegant met een goede ronde van -7.

### Ronde 2
Daan Huizing is de enige Nederlander die zich voor het weekend kwalificeerde, terwijl twee van de drie Belgen de cut haalden. 
Dylan Frittelli maakte zijn laagste score van dit Europese seizoen en ging aan de leiding.  
Praegant maakte een ronde van +8 en miste de cut. Roland Steiner steeg na een ronde van -3 naar de 6de plaats en werd de beste Oostenrijker. 

### Ronde 3
Daan Huizing speelt met Mikael Salminen, een 25-jarige Fin die in 2012 Stage 2 van de Tourschool haalde. Hij maakte een goede ronde van 67 en steeg naar de 11de plaats. Steiner bleef de beste Oostenrijker. Frittelli bleef aan de leiding. Op de 2de plaats kwam de onbekende Billy Hemstock; hij speelt op de EuroPro Tour in Engeland en behaalde daar in 2012 5 top-10 plaatsen en twee overwinningen.

### Ronde 4
De twee Belgen hebben goed gespeeld, Thomas maakte een ronde van 67 en Relecom van 68. Beiden stegen dus in het klassement. 

Frittelli was niet in te halen ondanks dat hij een ronde van 71 maakte won hij met een voorsprong van drie slagen. Daan Huizing werd mooi 2de na een ronde van 66.

Steiner was na deze ronde niet meer de beste Oostenrijker, Manuel Trappel had met een ronde van -7 die plaats ingenomen..
- Scores

| Naam                | Score R1 | Score R1 | Nr   | Score R2 | Score R2 | Totaal | Nr  | Score R3 | Score R3 | Totaal | Nr  | Score R4 | Score R4 | Totaal | Nr  |
| ------------------- | -------- | -------- | ---- | -------- | -------- | ------ | --- | -------- | -------- | ------ | --- | -------- | -------- | ------ | --- |
| Dylan Frittelli     | 67       | -4       | T10  | 64       | -7       | -11    | 1   | 65       | -6       | -17    | 1   | 71       | par      | -17    | 1   |
| Daan Huizing        | 68       | -3       | T16  | 69       | -2       | -5     | T21 | 67       | -4       | -9     | T11 | 66       | -5       | -14    | T2  |
| Filippo Bergamaschi | 69       | -2       | T27  | 65       | -6       | -8     | T6  | 68       | -3       | -11    | T4  | 68       | -3       | -14    | T2  |
| Lloyd Saltman       | 63       | -8       | 1    | 69       | -2       | -10    | 2   | 69       | -2       | -12    | 3   | 71       | par      | -12    | T5  |
| Mark F Haastrup     | 65       | -6       | T3   | 69       | -2       | -8     | T6  | 69       | -2       | -10    | T7  | 69       | -2       | -12    | T5  |
| Billy Hemstock      | 66       | -5       | T5   | 67       | -4       | -9     | T3  | 67       | -4       | -13    | 2   | 74       | +3       | -10    | T12 |
| Pierre Relecom      | 67       | -4       | T10  | 70       | -1       | -5     | T21 | 71       | par      | -5     | T32 | 68       | -3       | -8     | T21 |
| Thomas Pieters      | 72       | +1       | T85  | 68       | -3       | -2     | T51 | 70       | -1       | -3     | T49 | 67       | -4       | -7     | T23 |
| Dodge Kemmer        | 65       | -6       | T3   | 69       | -2       | -8     | T6  | 72       | +1       | -7     | T19 | 72       | +1       | -6     | T27 |
| Roland Steiner      | 66       | -5       | T5   | 68       | -3       | -8     | T6  | 71       | par      | -8     | T15 | 76       | +5       | -3     | T46 |
| Xavier Ruiz Fonhof  | 71       | par      | T68  | 70       | -1       | -1     | MC  |          |          |        |     |          |          |        |     |
| Wil Besseling       | 73       | +2       | T99  | 69       | -2       | par    | MC  |          |          |        |     |          |          |        |     |
| Tim Sluiter         | 73       | +2       | T99  | 69       | -2       | par    | MC  |          |          |        |     |          |          |        |     |
| Florian Praegant    | 64       | -7       | 2    | 79       | +8       | +1     | MC  |          |          |        |     |          |          |        |     |
| Guillaume Watremez  | 74       | +3       | T111 | 69       | -2       | +1     | MC  |          |          |        |     |          |          |        |     |
| Floris de Vries     | 76       | +5       | T136 | 70       | -1       | +4     | MC  |          |          |        |     |          |          |        |     |
| Reinier Saxton      | 76       | +5       | T136 | 73       | +2       | +7     | MC  |          |          |        |     |          |          |        |     |

| Leider |  | Toernooirecord |  | MC = missed cut = cut gemist |  | DQ = disqualified |

## Spelers
| - Jamie Abbott - Byeong-hun An - HP Bacher - Jason Barnes - Filippo Bergamaschi - Wil Besseling - Wallace Booth - Christophe Brazillier - Markus Brier - François Calmels - Johan Carlsson - Baptiste Chapellan - Luis Claverie - Federico Colombo - Marco Crespi - Stuart Davis - Chris Devlin - Agustin Domingo - Nick Dougherty - Edouard Dubois (2011) - Paul Dwyer - Jamie Elson - Nacho Elvira - Jens Fahrbring - Kenneth Ferrie - Nils Florén - Matt Ford - Alastair Forsyth - Dylan Frittelli - Sebastian García Rodriguez - Daniel Gaunt - Adam Gee - Domenico Geminiani - Jordan Gibb - Max Glauert - Luke Goddard | - Mark F Haastrup - Matt Haines - Chris Hanson - Marcel Haremza - James Heath - Benjamin Hebert - Rasmus Hjelm - Daan Huizing - Sam Hutsby - Andrew Johnston - Niall Kearney - Ross Kellett - Dodge Kemmer - Lloyd Kennedy - Sihwan Kim - Max Kramer - Jerome Lando Casanova - Jesus Legarrea - Niklas Lemke - José-Filipe Lima - Michael Lorenzo-Vera - Callum Macaulay - Paul Maddy - Pablo Martín Benavides - Andrew McArthur - Jamie McLeary - Nicolas Meitinger - Janne Mommo - George Murray - Åke Nilsson - Marek Novy - Steven O'Hara - David Palm - Ben Parker - Andrea Pavan - Damien Perrier | - Andrea Perrino - Terry Pilkadaris - Florian Praegant - Iain Pyman - Niccolo Quintarelli - Bernd Ritthammer - Victor Riu - Andrea Rota - Charles-Edouard Russo - Lloyd Saltman - Reinier Saxton - Zane Scotland - Tim Sluiter - Anthony Snobeck - Gary Stal (2012) - Roland Steiner - Duncan Stewart - Carl Suneson - Floris de Vries - Sam Walker - James Watts - Sean Whiffin - Oliver Wilson - Daniel Wuensche - Matthew Zions Challenge Tour Invitaties - Darryn Lloyd - Oliver Farr Nationale rangorde - Leonhard Astl - Clemens Dvorak - Thomas Feyrsinger - Rene Gruber - Jurgen Maurer - Lukas Nemecz - Manuel Trappel - Uli Weinhandl | PGA Invitaties - Pontus Widegren - Robin Wingardh - Peter O'Keeffe - Darren Wright - Sandro Piaget - Bernard Neumayer - Christoph Günther - Marcel Schneider - Constantin Schwierz - Petr Gal - Stanislav Matus - Xavier Ruiz Fonhof - Mikael Salminen - Tapio Pulkkanen - Niklas Dahlgren - Anders Engell - Thomas Guste Pedersen - Rhys Enoch - Billy Hemstock - Guillaume Watremez - Thomas Pieters - François Delamontagne - Olivier Rozner - Francesco Laporta - Andrea Maestroni - Damian Ulrich - Fredrik Svanberg - Martin Romiger - André Bossert - Jacobo Pastor Lopez - Xavi Puig - Antonio Hortal - Juan Antonio Bragulat Amateurs - Timon Baltl - Christoph Dammert - Michael Ludwig - Daniel Moretti - Tobias Nemecz |